# Фукармон
Фукармон (фр. Foucarmont) насеље је и општина у северној Француској у региону Горња Нормандија, у департману Приморска Сена која припада префектури Дјеп.
По подацима из 2011. године у општини је живело 945 становника, а густина насељености је износила 129,81 становника/km². Општина се простире на површини од 7,28 km². Налази се на средњој надморској висини од 122 метара (максималној 203 m, а минималној 103 m).

## Демографија
| 1962. | 1968. | 1975. | 1982. | 1990. | 1999. | 2011. |
| ----- | ----- | ----- | ----- | ----- | ----- | ----- |
| 924   | 955   | 926   | 954   | 993   | 1.045 | 945   |

График промене броја становника у току последњих година